# Orectis
Orectis là một chi bướm đêm thuộc họ Erebidae.

## Loài
- Orectis euprepiata Dannehl, 1933
- Orectis massiliensis Millière, 1863
- Orectis proboscidata Herrich-Schäffer, 1851